# South Elmsall
South Elmsall – miasto w Anglii, w hrabstwie ceremonialnym West Yorkshire, w dystrykcie metropolitalnym Wakefield. Leży 30 km na południowy wschód od miasta Leeds i 245 km na północ od Londynu. W 2001 miasto liczyło 6107 mieszkańców.